# Гудбурово
Гудбу́рово (рос. Гудбурово, башк. Гөтбөр) — присілок у складі Янаульського району Башкортостану, Росія. Входить до складу Байгузінської сільської ради.
Населення — 247 осіб (2010; 239 у 2002).
Національний склад:
- башкири — 61 %
- татари — 38 %